# Pangasius nasutus
Pangasius nasutus är en fiskart som först beskrevs av Bleeker, 1863.  Pangasius nasutus ingår i släktet Pangasius och familjen Pangasiidae. Inga underarter finns listade i Catalogue of Life.